# Brunneria yukonensis
Brunneria yukonensis är en insektsart som först beskrevs av Joyce Winifred Vickery 1969.  Brunneria yukonensis ingår i släktet Brunneria och familjen gräshoppor. Inga underarter finns listade i Catalogue of Life.